# 齋藤隆 (裁判官)
齋藤 隆（さいとう たかし）は、日本の弁護士、元裁判官。叙勲。

## 略歴
1973年3月に慶應義塾大学法学部法律学科を卒業。1974年9月に司法試験第2次試験に合格。1975年3月に慶應義塾大学大学院法学研究科修士課程を修了し、1977年4月に裁判官に任官した。東京地裁八王子支部判事補、秋田地裁判事補、大阪地裁判事補、山形地裁酒田支部判事補、東京地裁判事。
1989年からは東京法務局訟務部付（検事）、東京地裁判事（東京高等裁判所職務代行）、長野地方裁判所民事部部総括判事。
1999年から東京地裁民事第49部（通常部）部総括判事、同第22部（調停・借地非訟・建築事件部）部総括判事、同第21部（民事執行センター）部総括判事。
2008年からは釧路地方・家庭裁判所所長 、札幌地裁所長を経た。
2011年8月から東京高等裁判所第21民事部部総括判事となり、2013年には日本弁護士連合会懲戒委員会委員を兼任した。
2015年8月3日に定年退官し、第二東京弁護士会の弁護士名簿に登録し、東京都港区のひかり総合法律事務所所属の弁護士となる。

## 人物
- 新民事訴訟法に対して、国民がより利用しやすい裁判の実現を企図して制定されたもので、その中心は争点整理手続きの拡充にあり、最も必要な手続きであると指摘している[1]。
- 専門委員が鑑定人を兼ねるのは公平性や透明性に欠けるとして反対の立場である[1]。

## 判断した主な事件
- 2001年 - 金子浩久著作本の三菱自動車による題名侵害事件
- 2002年 - 美容クリニックに20日前に日帰り脂肪吸引した患者が捻挫に湿布貼付希望で突然来院したが医師は顎骨削り中で事務長が湿布を貼って帰したら翌日に肺塞栓で急死したので医師に有責賠償を課した事件。判決では捻挫や顎削り中は伏せてある。事件
- 2003年 - 慶應義塾普通部入学辞退生徒の入学金及び授業料返還請求事件、DHCの2ちゃんねる書き込み削除要請不作為による損害賠償請求事件
- 2004年、2005年 - 東京小中「君が代」不起立処分差し戻し控訴事件
- 2011年　朝木明代元東村山市議の転落死を巡る記事に対する損害賠償等請求控訴事件
- 2012年 - 新国立劇場元合唱団員に対する不当労働行為差し戻し控訴事件、リコープロダクションプリントソリューションズ・ジャパンのセクハラ・監禁・暴力不当解雇無効訴訟控訴事件、ジボダンジャパン元従業員の懲戒解雇無効および地位確認訴訟控訴事件、ソニー生命の契約自動失効条項無効および保険契約継続確認差し戻し控訴事件、ホンダ期間契約社員雇止め控訴事件
- 2013年 - 武富士役員責任追及訴訟控訴事件

## 著書
- 『建築関係訴訟の実務』（新日本法規出版）、2002年、2005年、2011年[2]。